# Bronimierz Mały
Bronimierz Mały – dawna wieś w Polsce położona w województwie kujawsko-pomorskim, w powiecie inowrocławskim, w gminie Złotniki Kujawskie.
W latach 1975–1998 miejscowość administracyjnie należała do województwa bydgoskiego.
Nazwę zniesiono z 2023 r.